# Dominikus von Preußen

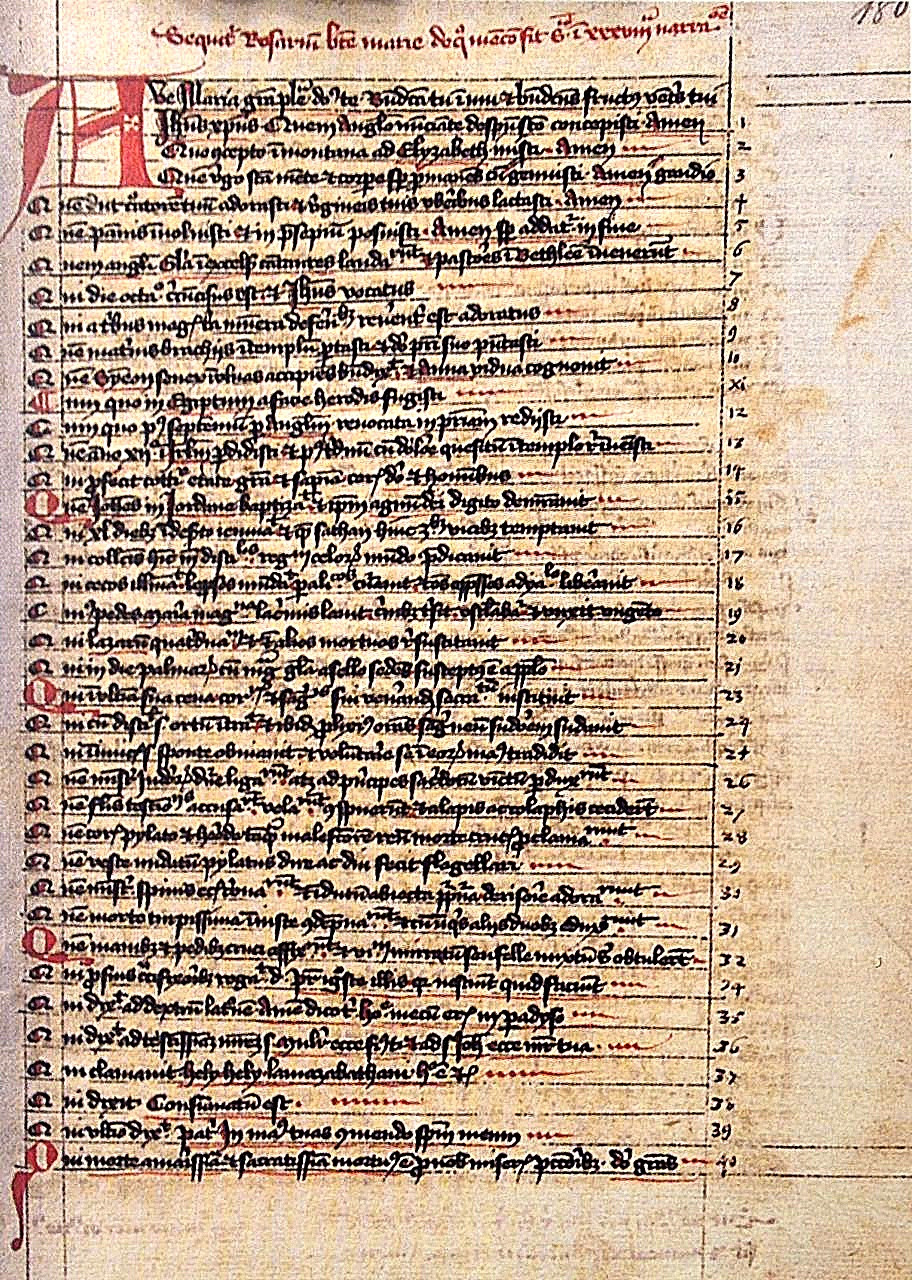
Die Rosenkranz-Clausulae des Dominikus von Preußen, Manuskript, Stadtarchiv Trier, um 1410

Dominikus von Preußen, auch Dominicus Prutenus (* um 1384 bei Danzig; † 21. Dezember 1460 in Trier) war ein Kartäuser, geistlicher Schriftsteller und gilt als Schöpfer der heutigen Form des Rosenkranzgebetes. 

## Leben
Dominikus war der Sohn eines Fischers aus der Gegend von Danzig. Mit 11 Jahren trat er in den Dienst eines Predigers. Er studierte an der Universität Krakau, wurde Erzieher, Lehrer, Schulleiter und Notar an verschiedenen Orten, u. a. in Görlitz, Gnesen, Prag und Heidelberg. Manche Quellen berichten, er sei der Trunk- und Spielsucht verfallen gewesen.
Dominikus von Preußen gelangte nach Trier und trat 1409 in die Kartause St. Alban ein. Der dortige Prior Adolf von Essen († 1439) pflegte eine damals neue Form des Gebetes, genannt Rosarium, die vermutlich auf seinen Ordensbruder Heinrich Eger von Kalkar (1328–1408) zurückging. Man betete eine größere Anzahl des Gebetes Gegrüßet seist du, Maria hintereinander und versenkte sich bei dem gleichförmigen, sich stets wiederholenden Gebet in betrachtende Meditation über Jesus und seine Mutter Maria. Es war ein einfaches Gebet für einfache Leute, das keine besondere Bildung oder Kenntnisse, sondern lediglich Frömmigkeit erforderte. Adolf von Essen förderte diese Gebetsweise unter den Gläubigen und machte sie weithin bekannt. Er empfahl sie auch der unter seiner geistlichen Leitung stehenden Herzogin Margarete von der Pfalz, die sie ihrerseits nach Kräften verbreitete. 
Da Dominikus von Preußen Schwierigkeiten hatte, sich beim Gebet selbstständig die Heilsgeheimnisse vor Augen zu führen, verfasste er (laut Überlieferung im Advent 1409) 50 Schlusssätze, sogenannte clausulae, mit einem kurzen Betrachtungsaspekt, von denen man jeweils einen an das Ende jedes Gegrüßet seist du, Maria anhängte. Nach und nach bürgerten sich nur die 15 markantesten davon fest ein und sind noch heute für das Rosenkranzgebet gebräuchlich. Auf Adolf von Essen und Dominikus von Preußen sollen auch die Unterteilung in feste Abschnitte mit einer bestimmten Anzahl von Gegrüßet seist du, Maria und schließlich die Auswahl und regelmäßige Benutzung der 15 heute noch gebräuchlichen Schlusssätze zurückgehen.
1415 gründete Adolf von Essen auf Wunsch des lothringischen Herzogspaars Karl II. und Margarete von der Pfalz die Kartause Marienfloss bei Sierck-les-Bains. Er nahm seinen Schüler Dominikus dorthin mit, wo er als Vikar des Klosters wirkte. Ab 1419 lebte auch die von ihrem Mann verlassene Herzogin dort und widmete sich dem religiösen Leben. 1421 kehrten beide Kartäuser nach Trier zurück. Dominikus von Preußen wurde einer der religiösen Berater von Erzbischof Otto von Ziegenhain. 1434/35 wirkte Dominikus als Novizenmeister in der Mainzer Kartause und ab 1439, nach dem Tod Adolfs von Essen, übernahm er, als dessen Nachfolger, die Leitung der Kartause St. Alban, Trier. 
Dominikus von Preußen starb 1460 in der Trierer Kartause. Er hinterließ verschiedene theologische Schriften in Latein, die weitgehend noch niemals ins Deutsche übersetzt wurden. Sie enthalten u. a. biographisches Material zu ihm selbst und viele Details zur Geschichte der Kartause von Trier.